# Claude Laurens
Claude Laurens (né en 1908 et mort en 2003) est un architecte français.

## Biographie
Fils du sculpteur français Henri Laurens, il grandit dans l'avant-garde parisienne à laquelle son père appartient. Pendant sa formation, il travaille à partir de 1932 dans l'agence de Paul Nelson, puis successivement chez Bruno Elkouen, Pierre Forestier et Willy Vetter. Il travaille ensuite pour Georges-Henri Rivière dans l'organisation du nouveau Musée de l'Homme à Paris. Après une retraite en Suisse pendant la guerre, il s'installe à Bruxelles en 1946. Jusqu'en 1950, il réalise essentiellement des villas et un immeuble à appartements, avenue Louise.Son œuvre se caractérise par une forte prégnance de la plastique, sous l'influence de Le Corbusier, et par un souci important du détail.
À partir de 1951, il se rend au Congo belge : auteur de nombreux immeubles à appartements et de tours d'habitations à Léopoldville (actuelle Kinshasa), son œuvre contribue à façonner une image moderne à la capitale coloniale alors en pleine expansion. Ses projets sont typiques du « modernisme tropical », terme qualifiant le modernisme brésilien qui se développe dans les années 1950.
Revenu en Belgique, il clôt sa carrière par un projet pour le concours du Centre Georges-Pompidou à Paris en 1971.
Claude Laurens est inhumé dans le cimetière de Grosrouvre.